# 丸山久代
丸山 久代（まるやま ひさよ）は、日本の音楽教育者、合唱指導者。
2025年現在、東京都港区立白金小学校主任教諭。

## 略歴
港区立神明小学校、目黒区立月光原小学校、目黒区立大岡山小学校、目黒区立油面小学校（2008年～2011年度）を経て、2012年度より港区立白金小学校に勤務。

## 業績
- NHK全国学校音楽コンクール（小学校の部）金賞受賞歴[1]
  - 目黒区立大岡山小学校：第70回大会（2003年度）から第74回大会（2007年度）まで、5年連続で金賞を受賞。
  - 目黒区立油面小学校：第76回大会（2009年度）と第77回大会（2010年度）で金賞を受賞[2]。
- 東京都教育委員会教育功労賞・六行会教育奨励賞・文部科学省優秀教員賞等を受賞。

## 著書
- 『歌う力を育てる! 歌唱の授業づくりアイデア 音楽指導ブック』[3]
- 同声合唱曲集 卒業式のうた1（前田美子、室屋尚子との共著・教育芸術社）
- 同声合唱曲集 卒業式のうた2 （前田美子、室屋尚子との共著・教育芸術社）
- 同声合唱曲集 卒業式のうた3 （前田美子、室屋尚子との共著・教育芸術社）

## 掲載
- 教育音楽 小学版（2007年5月号）[4]
  - 特集　初めての合唱：授業・クラブ・部活 どう指導する？ 合唱は一定期間ねかせるワインやお味噌と同じ　丸山久代
- 教育音楽 小学版（2013年12月号）
  - 「授業ライブ・リポート！」東京都港区立白金小学校　６年生＆丸山久代主任教諭
- 教育音楽 小学版（2014年8月号）
  - 特集 ［Part 2 指導の秘密を探る］東京都港区立白金小学校合唱団（指導：丸山久代教諭）の練習から
- 教育音楽 小学版（2015年4月号）
  - 「歌声響く 丸山先生の音楽室」新連載１　歌うって何？
- 教育音楽 小学版（2015年5月号）
  - 「歌声響く 丸山先生の音楽室」２　歌うための環境は？
- 教育音楽 小学版（2015年6月号）
  - 「歌声響く 丸山先生の音楽室」３　楽曲と歌声
- 教育音楽 小学版（2015年7月号）
  - 「歌声響く 丸山先生の音楽室」４　楽曲と歌声 その２
- 教育音楽 小学版（2015年8月号）
  - 「歌声響く 丸山先生の音楽室」５　低学年の歌唱
- 教育音楽 小学版（2015年9月号）
  - 「歌声響く 丸山先生の音楽室」６　低学年の歌唱②
- 教育音楽 小学版（2015年10月号）
  - 「歌声響く 丸山先生の音楽室」７　中学年の合唱
- 教育音楽 小学版（2015年11月号）
  - [特集]「音が取れない」は今日でおわり！　確実に音が取れるアイデア 丸山久代教諭が教える子どもの気持ちに配慮した音取り指導
  - 「歌声響く 丸山先生の音楽室」８　中学年の合唱　その２
- 教育音楽 小学版（2015年12月号）
  - 「歌声響く 丸山先生の音楽室」９　担任の先生方と一緒につくる行事
- 教育音楽 小学版（2016年1月号）
  - 「歌声響く 丸山先生の音楽室」10　担任の先生方と一緒につくる行事　その２
- 教育音楽 小学版（2016年2月号）
  - 「歌声響く 丸山先生の音楽室」11　高学年の歌唱
- 教育音楽 小学版（2016年3月号）
  - 「歌声響く 丸山先生の音楽室」12　高学年の歌唱　その２
- 教育音楽 小学版（2016年4月号）
  - 「歌声響く 丸山先生の音楽室」13　Ｑ＆Ａ　その１
- 教育音楽 小学版（2016年5月号）
  - 「歌声響く 丸山先生の音楽室」14　Ｑ＆Ａ　その２
- 教育音楽 小学版（2016年6月号）
  - 「歌声響く 丸山先生の音楽室」15　Ｑ＆Ａ その３
- 教育音楽 小学版（2016年7月号）
  - 「歌声響く 丸山先生の音楽室」16　Ｑ＆Ａ　その４
- 教育音楽 小学版（2016年8月号）
  - 「歌声響く 丸山先生の音楽室」17　Ｑ＆Ａ　その５
- 教育音楽 小学版（2016年9月号）
  - 「歌声響く 丸山先生の音楽室」18　Ｑ＆Ａ　その６
- 教育音楽 小学版（2016年10月号）
  - 「歌声響く 丸山先生の音楽室」19　Ｑ＆Ａ　その７
- 教育音楽 小学版（2016年11月号）
  - 「歌声響く 丸山先生の音楽室」20　Ｑ＆Ａ　その８
- 教育音楽 小学版（2016年12月号）
  - 「歌声響く 丸山先生の音楽室」21　最終回　Ｑ＆Ａ　その９
- 教育音楽 小学版（2017年6月号）※中学・高校版にも掲載
  - 教音ジャーナル　著者に聞く
- 教育音楽 小学版（2019年7月号）
  - 特集　高学年の弱々しい歌声はなぜ？ どう指導する？　[Part1　私の経験談＆指導実践]　一人一人の内面をしっかり見取ることから
- 教育音楽 小学版（2020年3月号）※中学・高校版にも掲載
  - 「私が教師になった理由」12　丸山久代
- 教育音楽 小学版（2020年11月号）
  - 「名教師に学ぶ」東京都港区立神明小学校合唱団と丸山久代先生
- 教育音楽 小学版（2023年5月号）
  - 特集Ⅰ　問い掛けて、認め合う。心と感性を育む授業づくり